# Domínio de Himeji
O Domínio de Himeji (姫路藩, Himeji-han) foi um domínio japonês do Período Edo, localizado na Província de Harima (atualmente Himeji (Hyōgo)).

## Lista de Daimyos
- Clã Ikeda (Tozama; 520000 koku)

1. Terumasa
2. Toshitaka
3. Mitsumasa

- Clã Honda (Fudai, 150000 koku, 1617 - 1639)

1. Tadamasa
2. Masatomo
3. Masakatsu

- Clã Matsudaira (Okudaira) (Shinpan; 180000 koku)

1. Tadaaki
2. Tadahiro

- Clã Matsudaira (Echizen) (Shinpan; 150000 koku)

1. Naomoto
2. Naonori

- Clã Sakakibara (Matsudaira) (Fudai; 150000 koku)

1. Tadatsugu
2. Masafusa
3. Masatomo

- Clã Matsudaira (Echizen) (Shinpan; 150000 koku)

1. Naonori

- Clã Honda (Fudai; 150000 koku)

1. Tadakuni
2. Tadataka

- Clã Sakakibara (Fudai; 150000 koku)

1. Masakuni
2. Masasuke
3. Masamine
4. Masanaga

- Clã Matsudaira (Echizen) (Shinpan; 150000 koku)

1. Akinori
2. Tomonori

- Clã Sakai (Fudai; 150000 koku)

1. Tadazumi
2. Tadazane
3. Tadahiro
4. Tadamitsu
5. Tadanori
6. Tadatomi
7. Tadateru
8. Tadashige
9. Tadatō
10. Tadakuni